# Hibiscus papuanus
Hibiscus papuanus är en malvaväxtart som beskrevs av Karl Moritz Schumann och Lauterb.. Hibiscus papuanus ingår i Hibiskussläktet som ingår i familjen malvaväxter. Inga underarter finns listade i Catalogue of Life.